# Children for a better World
Children for a better World e.V. (kurz: CHILDREN) ist eine Kinderhilfsorganisation mit Sitz in München und wurde im Jahr 1994 von Gabriele Quandt und Florian Langenscheidt unter dem Motto „Mit Kindern. Für Kinder!“ gegründet, CHILDREN erreicht jährlich mehr als 10.000 Kinder und Jugendliche, fördert Programme gegen Kinderarmut in Deutschland und unterstützt das ehrenamtliche Engagement junger Menschen. Bis heute wurden mehr als 38 Millionen Euro Spendengelder umgesetzt.
Der Verein ist Unterzeichner der Initiative Transparente Zivilgesellschaft.

## Geschichte
Am 22. Januar 1994 gründeten Gabriele Quandt und Florian Langenscheidt zusammen mit 30 engagierten Persönlichkeiten (inspiriert durch die UN-Kinderrechtskonvention) den Verein Children for a better World e.V. Um die Arbeit des Vereins nachhaltig zu gewährleisten, riefen Gabriele Quandt und Florian Langenscheidt im Dezember 2007 die gleichnamige Stiftung mit einem Vermögen von über fünf Millionen Euro ins Leben. Die Stiftung feierte im Jahr 2017 ihr zehnjähriges Bestehen.
Zum 25. Vereins-Jubiläum im Jahr 2019 startete CHILDREN eine deutschlandweite Kampagne gegen Kinderarmut. Unter dem Motto “Ich geb’ ab” zeigen Prominente, sowie Kinder, wie einfach es sein kann, etwas abzugeben und armen Kindern damit zu helfen. Mit dabei sind Prominente wie Eckart von Hirschhausen, Lisa & Lena, Günter Netzer, David Garrett, Peter Maffay, Victoria Swarovski und Cherno Jobatey.

## Aufbau

### Verein
Der Vereinsvorstand besteht aus den Vorsitzenden Raphael Langenscheidt und Alexandra Heraeus sowie den Vorständen Ulrike de Vries, Katharina Le Thierry d'Ennequin, Jan Knauss und Dr. Johannes Trissler. Beratend steht dem Vorstand ein Kuratorium zur Verfügung. Mitglieder sind unter anderem Caroline Link und Alfred Theodor Ritter.

### Stiftung
Der Verein wird von der im Dezember 2007 durch Gabriele Quandt und Florian Langenscheidt gegründeten Stiftung Children for a better World unterstützt. Geschäftsführender Vorstand der Stiftung ist Ulrike de Vries. Gemeinsam verfolgen Gründer und Geschäftsführung das Ziel, mit der Stiftung die langfristige und dauerhafte finanzielle Förderung des Vereins sicherzustellen. Die Stiftung verpflichtet sich zur Einhaltung der Grundsätze guter Stiftungspraxis vom Bundesverband Deutscher Stiftungen. Das Wirken der Stiftung wird positiv gesehen: Im Rahmen einer Untersuchung der Stiftung Warentest zu Spendenorganisationen wurde ihr eine hohe Transparenz bescheinigt. Im Jahr 2017 folgte die Auszeichnung der Stiftungsgründer mit dem Deutschen Stifterpreis vom Bundesverband Deutscher Stiftungen, überreicht von Bundesfamilienministerin Manuela Schwesig.

## Projekte

### CHILDREN Entdecker
In Deutschland sind 2,7 Millionen Kinder und Jugendliche unter 25 Jahren von Armut betroffen, das ist fast jedes 5. Kind. Das Programm CHILDREN Entdecker bekämpft die Folgen von Kinderarmut in Deutschland und ermöglicht armutsbetroffenen Kindern eine gesunde Entwicklung. Dazu arbeitet CHILDREN mit mehr als 60 Einrichtungen in sozialen Brennpunkten Deutschlands zusammen und erreicht somit 4.500 Kinder. Ein Schwerpunkt liegt auf der Finanzierung von Mittagessen. Eine ausgewogene Ernährung und das gemeinsame Kochen helfen, soziale Kompetenzen zu fördern, den Kindern einen geregelten Tagesablauf zu gewährleisten und durch nötige Nährstoffe gute Voraussetzungen für konzentriertes Arbeiten zu bieten.
Zudem ermöglicht der CHILDREN Entdeckerfonds armen Kindern und Jugendlichen Ausflüge und Unternehmungen, die den Kindern sonst aus finanziellen Gründen verwehrt bleiben würden. Ziel ist es, dass die geförderten Kinder Alltagskompetenzen erwerben, Neues lernen und ihren Horizont erweitern. Diese Ziele verfolgt auch das CHILDREN Entdeckerstipendium, mit dem CHILDREN jährlich mehrere sozial benachteiligte Jugendliche für ein Schuljahr ins Ausland aussendet.

### CHILDREN Jugend hilft!
Jugendliche investieren immer weniger Zeit in soziales Engagement. Gründe sind fehlende Zeit und Anerkennung sowie eine mangelnde inhaltliche und finanzielle Unterstützung. Das Programm CHILDREN Jugend hilft! stellt diese fehlenden Ressourcen zur Verfügung. Es fördert Kinder und Jugendliche, die sich mit ihren eigenen sozialen Projekten für Menschen in Armut, Krankheit, Not oder schwierigen Lebenslagen einsetzen. CHILDREN Jugend hilft! basiert auf drei Säulen: Mit dem Fonds werden Jugendliche in ihren Projekten mit je bis zu 2.500 Euro finanziell unterstützt, durch das Coaching steht den Jugendlichen mit verschiedenen Workshop-Angeboten inhaltliche Förderung zur Seite und die ideelle Förderung wird in Form eines Wettbewerbs umgesetzt, in dem eine Jury die acht vielversprechendsten Projekte eines Förderjahres kürt. Diese acht Siegerprojekte werden nach Berlin eingeladen, um ihre Projekte dort bei verschiedenen Workshops weiterzuentwickeln, sich untereinander zu vernetzen und voneinander zu lernen. Bei einer anschließenden feierlichen Preisübergabe erfahren die Siegerprojekte Anerkennung für ihr soziales Engagement.

### CHILDREN Kinderbeirat
In sechs CHILDREN Kinderbeiräten bundesweit entscheiden Kinder und Jugendliche über Fördersummen von bis zu 1500 Euro pro Förderantrag. Die Aufgabe soll ihnen einen Einblick in die Arbeit sozialer Einrichtungen ermöglichen und sie motivieren, sich mit den Problemen von Kindern in Deutschland und der Welt auseinanderzusetzen.
Kinderbeiräte gibt es in Berlin, München, Hamburg, Hanau, Dortmund und Münster. Der Gedanke des CHILDREN Kinderbeirats basiert auf der UN-Kinderrechtskonvention, die unter anderem besagt, dass Kinder das Recht haben, ihre Meinung in allen Dingen, die sie betreffen, frei zu äußern.

## Transparenz und Wirkung

### Transparenz der Finanzen
CHILDREN ist seit dem 3. Mai 2010 Mitglied in der Initiative Transparente Zivilgesellschaft (ITZ) und damit Teil eines breiten Aktionsbündnisses innerhalb des deutschen Nonprofit-Sektors. Im Rahmen der ITZ veröffentlicht der Verein CHILDREN relevante Informationen unter anderem zu seiner Satzung, den wesentlichen Entscheidungsträgern, zur Mittelherkunft und -verwendung sowie zu seiner Personalstruktur. Darüber hinaus umfasst der jährliche Geschäftsbericht den Jahresabschluss, der von einem unabhängigen Wirtschaftsprüfer geprüft wird. Zur Berechnung der Kosten (darunter Projekt-, Werbe- und Verwaltungskosten) richtet sich CHILDREN nach der Definition des DZI-Spendensiegels, das einen Branchenstandard darstellt und damit ermöglicht, die erhobenen Zahlen mit den Zahlen anderer Organisationen zu vergleichen.

### Wirkung der Projekte
In fachlichen Berichten informiert die Organisation CHILDREN regelmäßig über das Wirken ihrer Programmarbeit. Die wirkungsorientierten Veröffentlichungen erscheinen im jeweils darauffolgenden Jahr und ermöglichen so einen umfassenden Rückblick auf die gesetzten Ziele, die Arbeitsweise, die Erfolge und Optimierungspläne der Programme. Die wirkungsorientierten Evaluationen machen dynamische Lern- und Entwicklungsprozesse der Arbeit möglich und tragen zu einer steten effizienten Weiterentwicklung der Programme bei. Bereits seit 2011 erfolgt diese Art der Berichterstattung, die sich am Berichtsstandard für Soziale Organisationen (Social Reporting Standard) orientiert.

## Auszeichnungen
Für die transparente und wirkungsorientierte Arbeit hat Children for a better World e.V. bereits zahlreiche Auszeichnungen erhalten.
- 2007: Im Jahr 2007 wurde CHILDREN von der Initiative „Deutschland – Land der Ideen“ als Ort im Land der Ideen ausgezeichnet[5][31]
- 2012: Es folgten 2012 die Verleihung des PwC-Transparenzpreises sowie der Internationale Preis des Westfälischen Friedens[32][5][33]
- 2014: Im Jahr 2014 bescheinigte die Stiftung Warentest CHILDREN als Spendenorganisation eine hohe Transparenz[5][11]
- 2015: 2015 war CHILDREN für den KOMPASS, Preis für gute Stiftungsarbeit, des Bundesverbandes Deutscher Stiftungen nominiert[5][34]
- 2016: CHILDREN Gründer Florian Langenscheidt bekam 2016 für seine hervorragenden Leistungen im sozialen Bereich und seine damit verbundenen Verdienste um das Gemeinwohl das Bundesverdienstkreuz am Bande verliehen[5][35][36]
- 2017: Die CHILDREN Gründer Gabriele Quandt und Florian Langenscheidt bekamen für ihr langjähriges Engagement den Deutschen Stifterpreis vom Bundesverband Deutscher Stiftungen[12]
- 2020: Integrationspreis der Stiftung Apfelbaum